# Arteriovenöse Anastomose
Eine arteriovenöse Anastomose ist eine Kurzschlussverbindung zwischen einer Arteriole und einer Venole, die im Rahmen der Durchblutungsregulation geöffnet und geschlossen werden kann. Arteriovenöse Anastomosen sind einerseits für die sparsame Organdurchblutung und andererseits für die Wärmeabgabe von Bedeutung. Pathologische Verbindungen zwischen Arterien und Venen werden als arteriovenöse Fisteln bezeichnet.

## Organdurchblutung
Der vom Herzen generierte Blutstrom reicht nicht aus, um alle Gefäße unter Aufrechterhaltung des Blutdrucks maximal zu durchbluten. Durch Öffnung arteriovenöser Anastomosen können Kapillargebiete, die Zellen mit aktuell niedriger Stoffwechselaktivität versorgen, umgangen werden. Die Steuerung der Öffnung dieser Querverbindungen erfolgt vorwiegend lokalchemisch über gefäßwirksame Substanzen. Durch temperaturbedingte Variationen dieses Tonus nach beiden Seiten können Durchblutungsänderungen um mehr als das Einhundertfache erzeugt werden.

## Wärmeabgabe
In der Haut finden sich arteriovenöse Anastomosen, die im Dienste der Thermoregulation stehen. Aufgrund ihres geringen Gefäßwiderstands geht ihre Öffnung mit einer massiven Steigerung der Durchblutung einher, sodass effektiv Wärme abgegeben werden kann. Die Durchblutung der arteriovenösen Anastomosen findet dabei zusätzlich zur Kapillardurchblutung statt, die bei notwendiger Wärmeabgabe ebenfalls ausgeprägt ist. Die Durchblutung beider Gefäßsysteme wird durch niedrigen Sympathikustonus gefördert, wobei die arteriovenösen Anastomosen bereits bei geringer konstriktorischer Aktivität schließen.
In Fingern und Zehen befinden sich Glomusanastomosen, die durch ihren Bau in besonderer Weise zur Wärmeabgabe geeignet sind: Die aufgeknäuelten, verzweigten Gefäße liegen in einer eigenen Bindegewebskapsel und sind reich innerviert.
Das Vorhandensein von arteriovenösen Anastomosen bietet verglichen mit der ebenfalls denkbaren übermäßigen Durchblutung von Kapillaren den Vorteil, dass Verschiebungen im lokalen chemischen Milieu (z. B. verminderter CO2-Partialdruck) vermieden werden.